# スリップド・イントゥ・トゥモロウ
『スリップド・イントゥ・トゥモロウ』（Slipped into Tomorrow）は、ジョン・ノーラムが1999年に発表した、ソロ名義では5作目のスタジオ・アルバム。

## 解説
「理由なき暗殺者」はシン・リジィのカヴァーで、「センター・オブ・バランス」はアルバム『ワールズ・アウェイ』収録曲のライヴ・ヴァージョンである。Eduardo Rivadaviaはオールミュージックにおいて5点満点中2点を付け「クラシック・ロックを原点としつつ、1990年代当時のトレンドを多々取り入れて、音楽性を巧みにアップデートさせた」「"Still in the Game"や"Tico's Life"といった曲は、シン・リジィとアリス・イン・チェインズの両方からの影響が感じられ、"Nobody Answers"はキングスXの曲のようだ」「楽曲は平凡で、ボーカルは上手いが個性はなく、卓越したギターの高水準ぶりに追い付いていない」と評している。

## 収録曲
特記なき楽曲はジョン・ノーラム作。

### 日本盤
1. ブラックスケープ "Blackscape" (John Norum, Fredrik Åkesson) – 5:13
2. ウェイティング・オン・ユー "Waiting on You" – 3:30
3. スティル・イン・ザ・ゲーム "Still in the Game" (J. Norum, Billy White) – 3:47
4. フリーダム・イズ・マイ・トゥルース "Freedom Is My Truth" – 4:17
5. ティコズ・ライフ "Tico's Life" – 4:43
6. ノーバディ・アンサーズ "Nobody Answers" – 4:50
7. ルージング・マイ・マインド "Losing My Mind" – 5:56
8. ヴェダ "Veda" (J. Norum, Michelle Meldrum) – 4:40
9. ソングス・オブ・イエスタデイ "Songs of Yesterday" (J. Norum, M. Meldrum) – 4:41
10. 理由なき暗殺者 "Killer Without a Cause" (Scott Gorham, Phil Lynott) – 4:04
11. センター・オブ・バランス（ボーナス・トラック） "Center of Balance" (J. Norum, Kelly Keeling, Peter Baltes, Simon Wright) – 6:26

### アメリカ盤
1. "Still in the Game"
2. "Waiting on You"
3. "Blackscape"
4. "Tico's Life"
5. "Nobody Answers"
6. "Losing My Mind"
7. "Freedom Is My Truth"
8. "Veda"
9. "Songs of Yesterday"
10. "Killer Without a Cause"
11. "Center of Balance"

## 参加ミュージシャン
- ジョン・ノーラム - ボーカル、 ギター、バックグラウンド・ボーカル
- ステファン・ロディン - ベース
- トーマス・ブロマン - ドラムス

アディショナル・ミュージシャン
- マッツ・オラウソン - キーボード
- マッツ・レヴィン - バックグラウンド・ボーカル
- リーフ・スンディン - ボーカル(on "Center of Balance")